# 어린이 배우

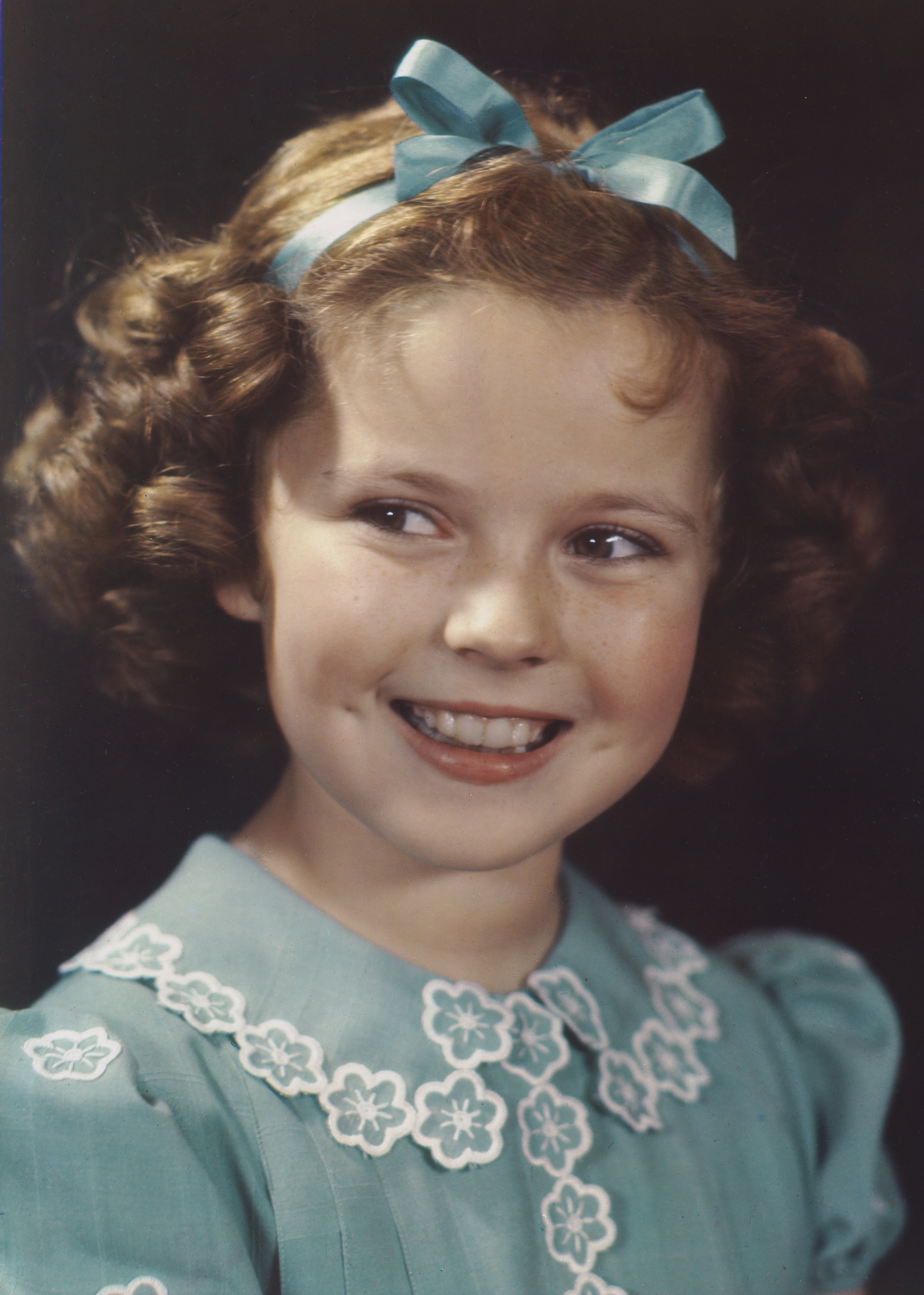
1930년대 할리우드를 풍미한 어린이 배우 셜리 템플

어린이 배우, 아역 배우(兒役 俳優) 또는 간단히 아역(兒役)은 일반적으로 무대 위에서나 영화, 텔레비전에서 연기하는 어린이에게 적용되는 직업이다. 일반적으로 TV 프로그램이나 영화에서 두루 사용되나, 목소리만으로 감정표현을 해야 하는 성우 부문에서는 사용률이 낮다.

## 어린이 배우의 규제
미국에서 어린이 배우의 활동은 노동조합, 주법, 연방법에 의해 규제된다. 캘리포니아주에서 금지된 장시간 노동 또는 위험한 스턴트는 브리티시컬럼비아주에서의 프로젝트 촬영에서는 허가될 수 있다. 어린이 배우의 규제는 개개의 주법에 의해 관리를 받는다.

## 성공 후의 문제
수많은 경우 젊은 나이에 성공에 노출된 뒤 성인 생활에서 법적인 문제, 파산, 약물 남용으로 치닫을 수 있다.
이를테면 《신나는 개구쟁이》에 출현한 토드 브리지스, 게리 콜먼, 다나 플라토, 맥컬리 컬킨과 같은 아역 배우들이 그러하다.

## 어린이 시절 이후의 성공
어린이 배우가 성인이 되어 스트레스를 받는 환경 때문에 문제가 되는 경우가 있다. 그러나 어린이 배우가 배우 역할을 계속하거나 다른 전문 분야로 나서는 경우도 볼 수 있다.
《해리포터》의 캐스팅 인물들(대니얼 래드클리프, 엠마 왓슨, 루퍼트 그린트)은 성인이 되어 모두 20대에 들어서도 영화 촬영을 계속하고 있다.

## 같이 보기
- 아동 노동